# أكين أباد (مهر أنرود)
أکین أباد (بالفارسية: اکین‌آباد) هي قرية تقع في إيران في قسم مهرانرود الجنوبي الريفي. يقدر عدد سكانها بـ 525 نسمة بحسب إحصاء 2016.